# Ryūko (Nō)

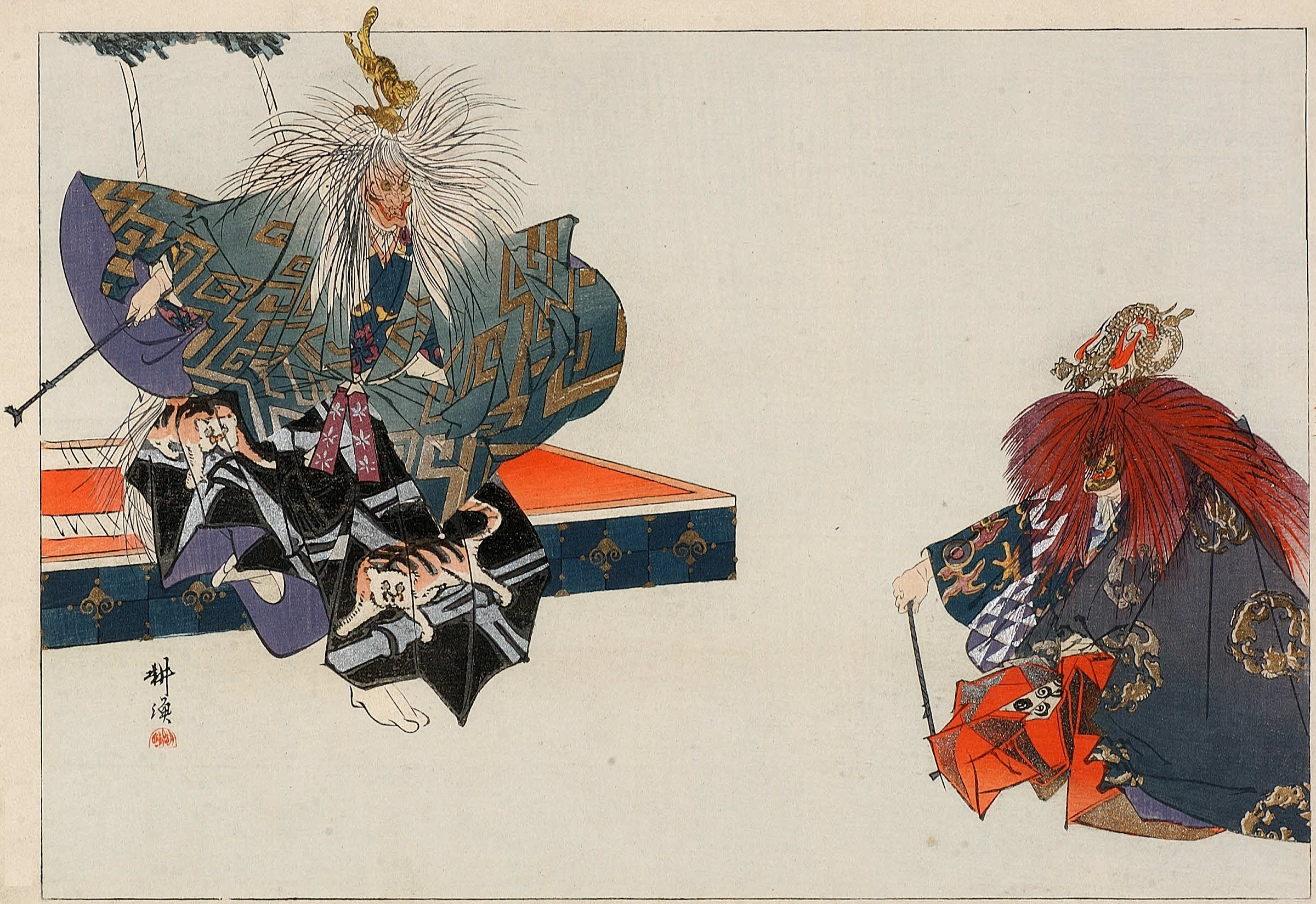
Szene aus „Drache und Tiger“

Ryūko (japanisch 龍虎), Drache und Tiger, ist der Titel eines Nō-Dramas, verfasst von Kanze Nobumitsu (1435–1516). Das Stück ist im Rahmen der Nō-Kategorie ein Fünftspiel.

## Vorbemerkung
Der Drache symbolisiert in der chinesischen Mythologie die Urkraft des Weiblichen, der Tiger ist sein männlicher Gegenspieler. Das Paar ist auch ein großes Thema in der bildenden Kunst Ostasiens.
- Waki: Ein Wandermönch
- Wakizure: Zwei begleitende Mönche
- Shite I: Ein alter Holzfäller
- Tsure I: Seine Frau, oder eine Frau
- Shite II: Der Tiger
- Tsure II: Der Drache

## Handlung
1. Akt
  1. Vorspiel. Auf der Bühne steht eine Hütte aus Bambusrohr. Ein wandernder Mönch, der alle Lande Japans bereist hat, macht sich mit zwei begleitenden Mönchen von Hakata[A 2] aus auf nach dem China der Tang-Zeit, um dort die Stätten der Buddhismus-Verbreitung zu besuchen. Auftritt mit orchestralem Klang. Gesangsvortrag. Namens-, Weg- und Ankunftsnennung. Über dem Bambuswald (Chikurin, 竹林) ballen sich schwarze Wolken schauerlich zusammen. Da erscheint von oben herab ein altes Holzfäller-Paar.
  2. In der unkenntlichen Gestalt eines alten Holzfällers naht der Tiger mit seiner Frau. Auftritt mit Orchesterklang. „Weit und breit grünende Berge, noch krönt Schnee jenen Gipfel des ragenden Berg Dayu (大庾), zehntausend Pflaumenbäume, wie herrlich sind sie!“
  3. Gespräch zwischen dem Mönch und dem Holzfäller, der sagt: „Ist das nicht die seltene Gestalt eines Shamons[A 3] aus dem Sonnenaufgang-Landes?“ Mönch: „Ja, ich komme, die Stätten der Buddha-Verbreitung zu schauen.“ Holzfäller: „Ja, in Eurem Lande ist der Buddhismus weit vorangeschritten, und du gehst davon und willst …“ M.: „die uralten Stätten schauen …!“ H.: „Gar weit ist’s bis Indien, zum Sternenland, zum Himmelsland.“ Der Chor greift dieses Motiv auf mit der Überleitung zum Wolkenmotiv.
  4. Gespräch. Wandermönch: „So erklärt mir doch, was ich sah, die Wolken hoch überm Bambuswald.“ Holzfäller: „Was Ihr oft wohl in Erzählungen gehört habt, Drache und Tiger kämpfen, das seht Ihr vor Augen, hört mit den Ohren.“ Wechselrede. M.: „So berichtet aufs genaueste mir von solchen Kampf.“ Chor: „Alle Wesen wetteifern im Kampf nach Kraft und Vermögen! Die Menschen nicht anders. Auf Drache und Tiger ist das gewiss nicht alleine beschränkt. Der goldene Drache durchstößt die Wolken, der wilde Tiger erregt den Sturm tief im Gebirge. Der Drache brüllt, und die Wolken erheben sich.“ H.: „Der Tiger röhrt und der Wind steht auf, sagt ein alter Spruch. Ein gutes Wort, als Reiseandenken nach Japan mitzunehmen! Geht nur diese Felsenwand entlang im Bergesschatten. Bei jenem Bambusgebüsch wartet. Aus nächster Nähe mögt Ihr dann schauen.“ – Der Holzfäller und die Frau gehen mit Holzlasten auf dem Rücken ab, die Mönche setzen sich.
  5. Zwischenspiel
2. Akt
  1. Der Tiger mit schreckenerregender Maske und weißer Perücke betritt die Bühne und verbirgt sich in der Bambushütte.
  2. Wartegesang. Chor. Während des Chorgesangs tritt der Drache in wahrer Gestalt auf. Beständige Chorbegleitung mit dramatischer Mimik des Drachen. Dann springt der Sturm erregende Tiger aus seinem Versteck. Großer Kampf als Tanz der Beiden, wobei der Tiger etwas stärker ist. Dann entschwinden beide, der Drache steigt hoch zur Wolkenhöhle, der Tiger kehrt zurück in die Felsenhöhle.